# Ecliptopera illitata
Ecliptopera illitata là một loài bướm đêm trong họ Geometridae.